# Lindlövens IF
Le Lindlövens IF est un club de hockey sur glace de Lindesberg en Suède. Il évolue en Division 1, le troisième échelon suédois.

## Historique
Le club est créé en 1976.

## Palmarès
- Aucun titre.